# SEAT Tarraco
O SEAT Tarraco é um SUV crossover de segmento D fabricado pela montadora espanhola SEAT. É o SUV topo de gama do fabricante espanhol, acima do SEAT Arona e do SEAT Ateca, disponível opcionalmente com sete lugares. É baseado na plataforma MQB-A2 do Grupo Volkswagen, embora intimamente relacionado ao Volkswagen Tiguan Allspace e ao Škoda Kodiaq.
Tem o nome de Tarraco, a antiga cidade romana que hoje é a cidade espanhola de Tarragona, e é fabricado na fábrica da Volkswagen em Wolfsburg, na Alemanha. O modelo de produção foi apresentado em 18 de setembro de 2018 e estreou no Salão Automóvel de Paris de 2018 em outubro de 2018.

## Números de vendas e produção
| Ano  | Vendas | Vendas | Produção |
| Ano  | Europa | México | Produção |
| ---- | ------ | ------ | -------- |
| 2018 | 258    |        | 2.398    |
| 2019 | 29.615 | 647    | 38.721   |
| 2020 | 21.229 | 768    | 18.726   |
| 2021 | 22.437 | 786    | 22.437   |
| 2022 | 12.872 | 622    | 12.453   |
| 2023 |        | 813    |          |

1. ↑  Europa: UE 27 2020 + Reino Unido + Suíça + Noruega + Islândia